# پووروژنگک
پووروژنگک (به لهستانی:  Powroźnik) یک روستا در لهستان است که در Gmina Muszyna واقع شده‌است. پووروژنگک ۱٬۳۰۰ نفر جمعیت دارد.